# Catacomb Fantasy Trilogy
Catacomb Fantasy Trilogy è uno sparatutto in prima persona a tema fantasy prodotto e distribuito dalla Softdisk nel 1991. È riconosciuto come il sequel di Catacomb 3-D e quarto gioco della serie Catacomb.
Si compone di tre episodi venduti separatamente: il primo, The Catacomb Abyss, era distribuito come shareware, gli altri due, The Catacomb Armageddon e The Catacomb Apocalypse, dovevano essere acquistati come versioni complete.

## Trama
Nonostante il protagonista di Catacomb Fantasy Trilogy sia un mago senza nome (artificio che permette al giocatore di immedesimarsi in esso), si vuole identificarlo con Petton Everhail di Thoria, protagonista del gioco precedente, per sottolineare la continuità tra un titolo e l'altro.
Il mago cambia aspetto in ogni episodio: in Abyss indossa un mantello azzurro con il cappuccio, in Armageddon il mantello diventa rosso e in Apocalypse blu, inoltre il protagonista sfoggia un'incolta barba bruna.

### The Catacomb Abyss
Il primo episodio è ambientato nel passato: il mago è stato convocato dai suoi concittadini per sconfiggere ancora una volta la minaccia rappresentata da Nemesis, un negromante suo acerrimo rivale, che è riuscito a tornare in vita grazie a un mausoleo eretto dai suoi servitori nel cimitero cittadino. Il compito del mago sarà infiltrarsi in questo mausoleo, nascosto nelle profondità delle catacombe, e affrontare Nemesis per liberare la città dalla maledizione da lui lanciata.

## Modalità di gioco
All'inizio del gioco, vi verrà chiesto se volete giocare a difficoltà Novice o Warrior. Giocando a difficoltà Novice la maggior parte dei nemici può essere uccisa con un solo colpo, e i danni che vi provocheranno saranno piuttosto circoscritti.
Come accadeva in Catacomb 3-D, le uniche armi a vostra disposizione sono gli incantesimi, in particolare le sfere di energia che potete lanciare dalle mani. Accanto al semplice Magick Missile (traducibile con Dardo magico), potrete utilizzare due incantesimi bonus che consentiranno di superare gli scontri più difficili: lo Zapper, analogo ai Bolt di Catacomb 3-D (lancia cinque sfere energetiche in rapida successione, è utile per eliminare facilmente nemici ostici) e l'Exterminator, analogo ai Nuke (lancia una sfera in ogni direzione, così da eliminare tutti i nemici che vi stanno attorno). Inoltre, si troveranno in giro, sparse per i livelli, pozioni curative che una volta usate riporteranno la vostra salute al 100%. La salute, a differenza del precedente titolo, viene indicata sia tramite un valore percentuale sia tramite le ferite sul viso del protagonista. Un'altra differenza è costituita dalla bussola, sostituita con un più efficiente radar che mostra tutti i nemici vicini al giocatore.
Per completare un livello bisogna trovare la chiave del colore richiesto sfruttando gli indizi che compariranno a video e quelli scritti sulle pergamene, e utilizzarla sulla porta di fine livello.

### Oggetti bonus
- Incantesimi: Gli Zapper si trovano in forma di bolle contenenti tre sferette dorate disposte in linea retta. Gli Exterminator in bolle contenenti quattro sferette disposte a rombo.
- Pozioni curative: Si trovano in forma di ampolle fucsia con un lungo collo.
- Clessidra: La clessidra deve essere rotta per mezzo di un incantesimo. Ferma il tempo per qualche secondo, bloccando tutti i nemici che si trovano nel livello.
- Gemme magiche: Potenziano il radar del giocatore. Ogni gemma rende visibile un diverso tipo di nemico.
- Scrigni: Riforniscono il giocatore di Zapper, Exterminator e pozioni.

## Differenze conCatacomb 3-D
- Il primo titolo ha solo ambientazioni interne. Catacomb Fantasy permette di giocare sia in ambienti esterni (per esempio il cimitero di Abyss) che interni;
- Catacomb 3-D sfrutta quasi sempre le stesse texture per i muri, e gli ambienti sono quasi privi di oggetti scenici. Catacomb Fantasy usa un'ampia gamma di texture, e i livelli sono arricchiti da oggetti scenici: in più, anticipando il motore grafico del futuro Wolfenstein 3D, sui pavimenti e i soffitti è esteso un colore uniforme invece che una texture;
- In Catacomb Fantasy ci sono effetti speciali, come i fulmini nel cielo del cimitero di Abyss.